# Ludwig Heydenreich (Politiker, 1805)
Ludwig Theodor Christian Heydenreich (* 31. August 1805 in Usingen; † 31. März 1885 in Wiesbaden) war ein deutscher Mediziner und Politiker.

## Leben
Als Sohn des Pfarrers und späteren nassauischen Landesbischofs Ludwig Heydenreich und dessen Ehefrau Eva Susanne geborene Lindenborn (1780–1842) geboren, studierte Ludwig Heydenreich nach seiner Schulzeit in Idstein, am Pädagogium in Dillenburg (1817 bis 1818) und am Gymnasium Philippinum in Weilburg (1819 bis 1822) Medizin in Marburg und nach seiner Promotion zum Dr. med. 1827 in Berlin. Während seines Studiums wurde er 1824 Mitglied der Alten Marburger Burschenschaft / Allgemeinheit. Nach seinem Studium arbeitete er ab 1828 in Nassau (Lahn), ab 1831 in Rüdesheim und ab 1833 in Lorch, bevor er 1839 Medizinalrat in Herborn und ab 1850 in Dillenburg, ab 1851 in Limburg und ab 1854 in Kronberg wurde. 1863 ging er nach Wiesbaden. Als fachliches Mitglied für das Medizinalwesen und die Medizinalverwaltung gehörte er Landesregierung an. Später wurde er korrespondierendes Mitglied und ging 1867 in den Ruhestand, arbeitete jedoch in seiner Praxis weiter.
Am 22. Juni 1831 heiratete er in Niederwalluf Eugenie geborene Moehn (* 13. Januar 1810 in Straßburg; † 19. November 1860 in Oberursel).

## Politik
Von 1848 bis 1851 war er Mitglied der Ständeversammlung der Landstände des Herzogtums Nassau, wo er dem konservativen Club der Rechten angehörte. Er wurde in einer Nachwahl für den Abgeordneten Hatzfeld im Wahlkreis 1 (Dillenburg/Herborn) gewählt. 1850 wurde er Staatenhaus-Abgeordneter im Erfurter Unionsparlament. In das Staatenhaus wurde er vom Landtag gewählt. Von 1852 bis 1857 war er Abgeordneter der Zweiten Kammer der Landstände des Herzogtums Nassau. Er wurde in einer Nachwahl für Friedrich Damian Schütz von Holzhausen im Wahlkreis XVI (Idstein) gewählt. Er war Vorsitzender der Großdeutschen Vereinigung für Nassau und gehörte 1862/63 dem Vorstand der Deutschen Reformpartei an. 1864 wurde er Obermedizinalrat. 1865 wurde er (als Vertreter von Friedrich Wilhelm Schütz von Holzhausen) Mitglied der Ersten Kammer der Landstände des Herzogtums Nassau.

## Ehrungen
- 1857: Verdienstorden vom Heiligen Michael, Ritterkreuz 1. Klasse
- 1861: Militär- und Zivildienst-Orden Adolphs von Nassau, Ordenskreuz 4. Klasse